# 蔡根培
蔡根培，BBS，JP（1929年8月5日—），沙田鄉紳，現任新界鄉議局第三十三屆議員。1982年至2003年任沙田區議員。1991年至1999年任沙田區議會及沙田臨時區議會主席。1988年至1991年任區域市政局議員。1995年至1998年香港立法局及臨時立法會議員。1993年獲委任為太平紳士。1999年獲頒授銅紫荊星章。

## 簡歷
蔡根培為罕有出身自鄉議局的民主派人士，但後來卻變成建制派的一員（俗稱「投共」）。他曾為太平山學會的成員，太平山學會為民主派早期論政組織之一。其後，太平山學會轉化為香港民主同盟，港同盟為首個民主派政黨，蔡根培是創黨成員之一。但於創黨後不久，他與劉江華退出港同盟，並創立沙田社區組織公民力量。他於1995年循由區議員組成的選舉委員會界別進入立法局。他其後加入建制派政黨香港協進聯盟，並於臨時立法會中成功連任。2000年立法會選舉，港進聯支持蔡根培在新界東選區參與直選，但最後落敗，並不能重返立法會。自此，他沒有再參與立法機關的選舉。
雖由民主派轉為建制派，但蔡一直與主流建制派關係惡劣，如在2000年，他不獲建制派支持競選沙田區議會主席，被韋國洪擊敗。更在2003年，諷刺劉江華敗選區議會是「自作孽」。